# Circonscription de Moulay Yaâcoub
La circonscription de Moulay Yaâcoub est la circonscription législative marocaine de la province de Moulay Yaâcoub située en région Fès-Meknès. Elle est représentée dans la Xe législature par Mohammed Youssef et Jaouad Douahi.

## Historique des députations
| Législature | Début de mandat  | Fin de mandat    | Députés élus | Députés élus           | Députés élus | Députés élus           |
| ----------- | ---------------- | ---------------- | ------------ | ---------------------- | ------------ | ---------------------- |
| IXe         | 26 novembre 2011 | 7 octobre 2016   |              | Mohammed Youssef (PJD) |              | Mohammed Laidi (PI)    |
| Xe          | 8 octobre 2016   | 8 septembre 2021 |              | Mohammed Youssef (PJD) |              | Jaouad Douahi (PAM)    |
| XIe         | 9 septembre 2021 | ?                |              | Thami Akbi (RNI)       |              | Lahcen Belmkadem (PAM) |

## Historique des élections

### Découpage électoral d'octobre 2011

#### Élections de 2016
| Parti       | Parti                                               | Voix   | %      | Député(s) élus   |  |
| ----------- | --------------------------------------------------- | ------ | ------ | ---------------- |  |
|             | Parti authenticité et modernité (PAM)               | 9 783  | 27,18  | Jaouad Douahi    |  |
|             | Parti de la justice et du développement (PJD)       | 8 051  | 22,37  | Mohammed Youssef |  |
|             | Parti de l'Istiqlal (PI)                            | 7 045  | 19,57  |                  |  |
|             | Mouvement populaire (MP)                            | 6 155  | 17,10  |                  |  |
|             | Rassemblement national des indépendants (RNI)       | 4 160  | 11,56  |                  |  |
|             | Parti du progrès et du socialisme (PPS)             | 202    | 0,56   |                  |  |
|             | Union socialiste des forces populaires (USFP)       | 184    | 0,51   |                  |  |
|             | Parti démocrate national (PDN)                      | 111    | 0,31   |                  |  |
|             | Front des forces démocratiques (FFD)                | 75     | 0,21   |                  |  |
|             | Parti de la renaissance (PAN)                       | 69     | 0,19   |                  |  |
|             | Fédération de la gauche démocratique (FGD)          | 62     | 0,17   |                  |  |
|             | Parti de la liberté et de la justice sociale (PLJS) | 36     | 0,10   |                  |  |
|             | Parti de la réforme et du développement (PRD)       | 33     | 0,09   |                  |  |
|             | Mouvement démocratique et social (MDS)              | 24     | 0,07   |                  |  |
|             |                                                     |        |        |                  |  |
| Inscrits    | Inscrits                                            | 65 365 | 100,00 |                  |  |
| Abstentions | Abstentions                                         | 29 375 | 44,94  |                  |  |
| Exprimés    | Exprimés                                            | 35 990 | 55,06  |                  |  |

#### Élections de 2021
| Parti       | Parti                                               | Voix   | %      | Députés élus     |  |
| ----------- | --------------------------------------------------- | ------ | ------ | ---------------- |  |
|             | Parti authenticité et modernité (PAM)               | 18 296 | 32,71  | Lahcen Belmkadem |  |
|             | Rassemblement national des indépendants (RNI)       | 14 228 | 25,44  | Thami Akbi       |  |
|             | Parti de l'Istiqlal (PI)                            | 10 629 | 19,00  |                  |  |
|             | Mouvement populaire (MP)                            | 8 763  | 15,67  |                  |  |
|             | Parti de la justice et du développement (PJD)       | 1 058  | 1,89   |                  |  |
|             | Front des forces démocratiques (FFD)                | 859    | 1,54   |                  |  |
|             | Union socialiste des forces populaires (USFP)       | 845    | 1,51   |                  |  |
|             | Union constitutionnelle (UC)                        | 579    | 1,04   |                  |  |
|             | Parti du progrès et du socialisme (PPS)             | 389    | 0,70   |                  |  |
|             | Parti socialiste unifié (PSU)                       | 132    | 0,24   |                  |  |
|             | Parti des Néo-Démocrates (PND)                      | 73     | 0,13   |                  |  |
|             | Parti de l'équité (PRE)                             | 60     | 0,11   |                  |  |
|             | Parti travailliste (PT)                             | 9      | 0,02   |                  |  |
|             | Parti démocratique de l'indépendance (PDI)          | 9      | 0,02   |                  |  |
|             | Parti de la liberté et de la justice sociale (PLJS) | 2      | 0,00   |                  |  |
|             |                                                     |        |        |                  |  |
| Inscrits    | Inscrits                                            | 75 726 | 100,00 |                  |  |
| Abstentions | Abstentions                                         | 19 795 | 26,14  |                  |  |
| Exprimés    | Exprimés                                            | 55 931 | 73,86  |                  |  |